# Lilla Getsjön
Lilla Getsjön är en sjö i Älvdalens kommun i Dalarna och ingår i Dalälvens huvudavrinningsområde. Sjön har en area på 0,317 kvadratkilometer och ligger 892 meter över havet. Vid provfiske har lake och öring fångats i sjön.

## Delavrinningsområde
Lilla Getsjön ingår i det delavrinningsområde (683930-133142) som SMHI kallar för Utloppet av Lilla Getsjön. Medelhöjden är 907 meter över havet och ytan är 1,54 kvadratkilometer. Det finns inga avrinningsområden uppströms utan avrinningsområdet är högsta punkten. Vattendraget som avvattnar avrinningsområdet har biflödesordning 6, vilket innebär att vattnet flödar genom totalt 6 vattendrag innan det når havet efter 548 kilometer. Avrinningsområdet består mestadels av skog (14 procent) och kalfjäll (63 procent). Avrinningsområdet har 0,32 kvadratkilometer vattenytor vilket ger det en sjöprocent på 20,8 procent.